# デュアン・ブラウン
デュアン・アンソニー・ブラウン（Duane Anthony Brown, 1985年8月30日 - ）は、アメリカ合衆国バージニア州リッチモンド出身のプロアメリカンフットボール選手。NFLのニューヨーク・ジェッツに所属している。ポジションはオフェンシブタックル。

## 経歴

### ヒューストン・テキサンズ
2008年のNFLドラフトにて全体26位でヒューストン・テキサンズから指名され、その後契約した。
2011年シーズンは自身初となるオールプロセカンドチームに選出された。
2012年8月16日にテキサンズと6年総額5340万ドルの契約延長に合意した。
2012年シーズンは自身初となるプロボウル、オールプロファーストチームに選出された。
2013年シーズン、2014年シーズンもプロボウルに選出された。

### シアトル・シーホークス
2017年10月30日にジェレミー・レインと2つのドラフト指名権とのトレードで、シアトル・シーホークスへ移籍することが発表された。しかし、翌日にレインのフィジカルチェックに問題が見つかったため内容が変更され、3つのドラフト指名権とのトレードとなった。
2017年シーズンは3年ぶりにプロボウルに選出された。
2018年7月28日にシーホークスと3年総額3650万ドルの契約延長に合意した。
2021年シーズンは4年ぶりにプロボウルに選出された。

### ニューヨーク・ジェッツ
2022年8月15日にニューヨーク・ジェッツと2年総額2200万ドルの契約を結んだ。

## 人物
2011年11月22日にシリウスXMラジオへ出演し、その際に恋人のデビ・デイブへプロポーズした。
2022年7月9日にロサンゼルス国際空港にて、銃器を保持していたとして逮捕された。その後保釈金1万ドルを支払い釈放されている。